# Kloster Barzelles
Das Kloster Barzelles (Barzella; Notre-Dame de Barzelle) ist eine ehemalige Zisterzienserabtei in der Gemeinde Poulaines im Département Indre, Region Centre-Val de Loire, in Frankreich, rund 5 km östlich von Valençay.

## Geschichte
Das Kloster wurde 1137/1138 unter Mitwirkung von Hugues de Barzelles als Tochterkloster von Kloster Le Landais, einer Tochter von Kloster L’Aumône aus der Filiation von Kloster Cîteaux, gegründet. 1315 wurde das niemals wohlhabende Kloster verwüstet und 1547 fiel es in Kommende. Erster Kommendatarabt war Jean d’Étampes. Während der Französischen Revolution kam 1791 das Ende des Klosters, das in der Folge abgebrochen wurde. Heute ist es ein Gartenbaubetrieb. 

## Bauten und Anlage
Teilweise erhalten sind die tonnengewölbte Sakristei und das Armarium, die Abschlussmauer des Nordquerhauses der Kirche und ein Teil des Mönchssaals. Die Kirche von Poulaines bewahrt das Chorgestühl.